# Fausto Cigliano
Fausto Cigliano, né le 15 février 1937 à Naples (Italie) et mort le 17 février 2022 à Rome, est un chanteur, guitariste et acteur occasionnel italien.

## Biographie
Né à Naples dans une famille modeste, Fausto Cigliano a abordé la musique à un jeune âge, après avoir reçu une guitare en cadeau, et  a fait ses débuts  en 1953. Il s'est fait connaître grâce à sa participation au Festival de Naples, qu'il a remporté  en 1959, en couple avec Teddy Reno avec la chanson Sarrà ... chi sà,. En 1957, il se classe premier au hit-parade italien avec le single Che m'ha 'mparato a fa'. Entre 1959 et 1964, il  participe cinq fois au  Festival de Sanremo.
Dans la seconde moitié des années 1950, il apparaît dans plusieurs films de comédie. En 1976, il est diplômé en guitare au Conservatoire Santa Cecilia de Rome  puis se consacre à la recherche et à l'étude de la musique napolitaine traditionnelle,. On l'entend, à la guitare, dans Identification d'une femme de Michelangelo Antonioni,.
Fausto Cigliano est mort à Rome le 17 février 2022.